# Gerard Radnitzky
Gerard Radnitzky, född 2 juli 1921 i Znojmo, Tjeckoslovakien, död 11 mars 2006 i Korlingen, Tyskland, var en tjeckiskfödd tysk-svensk filosof och vetenskapsteoretiker. Han var professor i vetenskapsteori vid Triers universitet från 1976 till 1989.

## Biografi
Under andra världskriget tjänstgjorde Radnitzky som pilot i Luftwaffe; han deserterade i april 1945 och flydde till Sverige. Han avlade år 1968 doktorsexamen vid Göteborgs universitet med avhandlingen Contemporary Schools of Metascience. Mellan 1972 och 1976 var Radnitzy professor i filosofi vid Bochums universitet och 1976 utnämndes han till professor i vetenskapsteori vid Triers universitet.
Radnitzky tillhörde den kritiska rationalismens skola.